# Venado, San Luis Potosí
Venado là một đô thị thuộc bang San Luis Potosí, México. Năm 2005, dân số của đô thị này là 13948 người.